# Culinária do Paraná
A culinária do Paraná se caracteriza pelo preparo de alimentos e diferentes pratos e resulta de uma mistura de ingredientes indígenas, europeus, africanos e asiáticos típicos do estado do Paraná, no Brasil.
A alimentação diária é feita basicamente em três refeições, envolve o consumo de café com leite, pão, frutas, bolos e doces no café da manhã, feijão com arroz no almoço - refeição básica do brasileiro, aos quais são somados, por vezes, massas (como o macarrão), proteína animal (carnes) e salada (legumes e verduras) - e, no jantar, também as várias comidas locais. O prato mais conhecido é o barreado da região litorânea do Paraná. As bebidas mais típicas do Paraná são o café e o chimarrão. As destiladas foram trazidas pelos portugueses ou, como a cachaça, fabricadas na terra. O vinho é também muito consumido, por vezes somado à água e açúcar. Já a cerveja é hoje uma das bebidas alcoólicas mais comuns em todo o estado.
Alguns produtos típicos possuem registro de indicação geográfica, com certificação de procedência ou de denominação de origem. É o caso da bala de banana, de Antonina; da cachaça e aguardente, de Morretes; da erva-mate de São Mateus do Sul; da farinha de mandioca, do litoral; da goiaba, de Carlópolis; das uvas finas de mesa, de Marialva; do barreado, do litoral; do queijo, de Witmarsum; do mel de Ortigueira; do mel do Oeste do Paraná; do melado e açúcar mascavo, de Capanema; dos cafés especiais, do Norte Pioneiro.

## História
A culinária do Paraná envolve saberes e técnicas de preparo de alimentos regionais. Tem como tradição a carne de charque, o churrasco, o barreado, o pinhão e as influências de hábitos culinários de gaúchos, paulistas e mineiros, e influências da imigração no Brasil. Embora os principais pratos da cozinha paranaense sejam originários da interação entre portugueses e indígenas, esta possui influência posterior de imigrantes alemães, franceses, italianos, ucranianos, poloneses, holandeses, austríacos, árabes, sírio-libaneses e japoneses.
No começo da colonização do Paraná, os hábitos culturais encontrados no estado eram dos índios e dos ibéricos (da Europa: de Portugal e de Espanha). O povo paranaense legou uma grande quantidade dos hábitos, como o costume de consumo de ervas, milho, mandioca, mel e tabaco. No século XVII, portugueses e paulistas começaram a ocupar a região a partir da descoberta do ouro em Minas e permaneceu até o século XIX com sua economia baseada na pecuária. Depois, os tropeiros colaboraram com a cultura de consumir o chimarrão, o café e o feijão de tropeiro e os escravos africanos trouxeram como legado, por exemplo, a feijoada e o hábito de consumir cachaça. A diversidade étnica e cultural no Paraná contribuiu para construir a identidade de cada região do estado.
Em diversas regiões do estado é possível encontrar peculiaridades, destacando-se a culinária de muitos dos 399 municípios. Na capital paranaense, Curitiba, há três pratos principais: o barreado, o pinhão e a carne de onça. No litoral observa-se a culinária caiçara e portuguesa. Na região sul e nos campos gerais pode ser observado a comida tropeira, que é uma comida campeira e mais rústica, como o entrevero de pinhão e a quirera com carne de porco, como na Lapa, em Castro, Tibagi, Telêmaco Borba e Jaguariaíva. Em Tibagi é comum o bolinho de polvilho e a paçoca de carne. Em Castro, Piraí do Sul e Ventania o tradicional virado. A quirera na Lapa e Jaguariaíva. E o entrevero de pinhão de Telêmaco Borba.
No final do século XIX se intensifica os processos imigratórios e o Paraná passou a receber diferentes povos que constituíram diversas colônias. Assim sendo, a cultura paranaense se enriqueceu e diversificou-se ainda mais a culinária. O governo do estado reconhece 28 etnias que contribuíram com a colonização do Paraná. Os imigrantes europeus diversificaram o cultivo da terra e introduziram novas técnicas de produção. Diferentes pratos, temperos e bebidas foram incorporados à culinária local. Vegetais, produtos lácteos, vinho e cerveja começaram a ser produzidos e inseridos na alimentação. Os germânicos e os eslavos, por exemplo, diversificaram os pães, bolos e doces. Os italianos introduziram o uso das massas caseiras e do vinho.
A comida italiana é facilmente encontrada na região metropolitana de Curitiba, sul e norte do estado. A culinária germânica deixou uma herança em diversas cidades, como em Curitiba, Rio Negro, Palmeira, Marechal Cândido Rondon, Rolândia, Cambé, Lapa e Guarapuava. Em Carambeí estão as tradicionais tortas e o bolinho Oliebol. Na região centro-sul é comum encontrar a cozinha eslava, hábitos culinários poloneses e ucranianos, como em Pitanga, Prudentópolis, Ivaí, Irati, Mallet, São Mateus do Sul e União da Vitória. No norte pioneiro, há a presença da cozinha espanhola e mineira. A comida paraguaia também pode ser encontrada nas cidades de fronteira, como na região de Guaíra. A comida árabe é muito comum em Foz do Iguaçu e Curitiba, e em redutos em outras cidades, como Ponta Grossa e Maringá. A comida japonesa pode ser encontrada em Curitiba e no norte do Paraná, como em Londrina, Assaí, Apucarana e Maringá. Já a culinária asiática do Extremo Oriente, com destaque para a mongólica, como coreanos e chineses, é ainda recente, e é concentrada mais nas grandes cidades.
As carnes mais consumidas são a bovina e suína, além disso podem ser encontrados pratos servidos com a galinha caipira e com o pintado. O preparado mais tradicional é o assado, principalmente na forma de churrasco, tradição herdada principalmente dos tropeiros nos campos de Curitiba e Campos Gerais. Já no oeste e sudoeste paranaense, a cultura gaúcha do mesmo modo mantém viva a tradição do churrasco.

## Alimentos, produtos e pratos típicos

### Preparo de carnes
Como a pecuária foi por muitos anos a base da economia, há muitos pratos tradicionais preparados com carne. O porco no tacho, a costela ao fogo de chão, a costela do ferra mula, o carneiro ao molho de vinho e o carneiro no buraco. Outro hábito culinário que também leva carnes é a típica produção de embutidos, como as salsichas. O uso de salsichas é bem comum no consumo com pães, costume que ficou conhecido como pão com vina. O cachorro-quente tornou-se um dos lanches mais tradicionais do estado, sendo típico das cidades do interior o cachorro-quente prensado.

#### Charque
O charque é uma carne salgada que tornou-se no século XIX o principal produto da economia do Rio Grande do Sul. Pela ausência de tecnologias de refrigeração da carne à época, o animal vacum abatido para retirada do couro, de bom valor de mercado, não tinha sua carne aproveitada adequadamente. O charque também está presente na culinária paranaense, sendo trazida pelos tropeiros. Em 1870, a Estrada das Missões estava aberta ao tráfego e, apesar de mais perigosa devido ao ataque de índios, foi a preferida pelos tropeiros, porque encurtava o trajeto até Sorocaba, passando por Guarapuava e seus antigos distritos de Palmas, Pinhão, Candói e outros. Além disso, o terreno é mais seco, com grandes extensões de campos e menos rios correntosos que teriam que ser atravessados a nado.
A carne é salgada e exposta em galpões ventilados. Além de não ser exposta ao sol, difere da carne de sol ou jabá pela grande quantidade de sal que necessita, em virtude do clima úmido das regiões produtoras. Ainda difere do frescal, produzido nas regiões dos municípios catarinenses de Lages e São Joaquim, mais elaborado, pois a carne salgada só é exposta à noite. O charque passa por um processo demorado. O boi todo é desossado e a carne fica em torno de dez dias de molho no sal grosso, e quase uma semana no sereno, costume herdado dos tropeiros. Contudo, o charque tem como variante a carne-seca produzida no nordeste brasileiro, a diferença está no modo de preparo e quantidade de sal necessária conforme a umidade da região.
Em São Mateus do Sul é comum encontrar o charque a vapor. Já o município de Candói revive as tradições de seus antepassados durante a Festa Nacional do Charque. O evento acontence desde 1998, sempre com o objetivo de resgatar a tradição e o tropeirismo existente na região. São servidos mais de 15 pratos típicos a base de charque, entre eles charque na maçã, arroz carreteiro, filé à parmegiana de charque, churrasco de charque, bolinho de charque, charque na moranga, charque tipo frescal e consomê de charque.

#### Carne cozida
Barreado

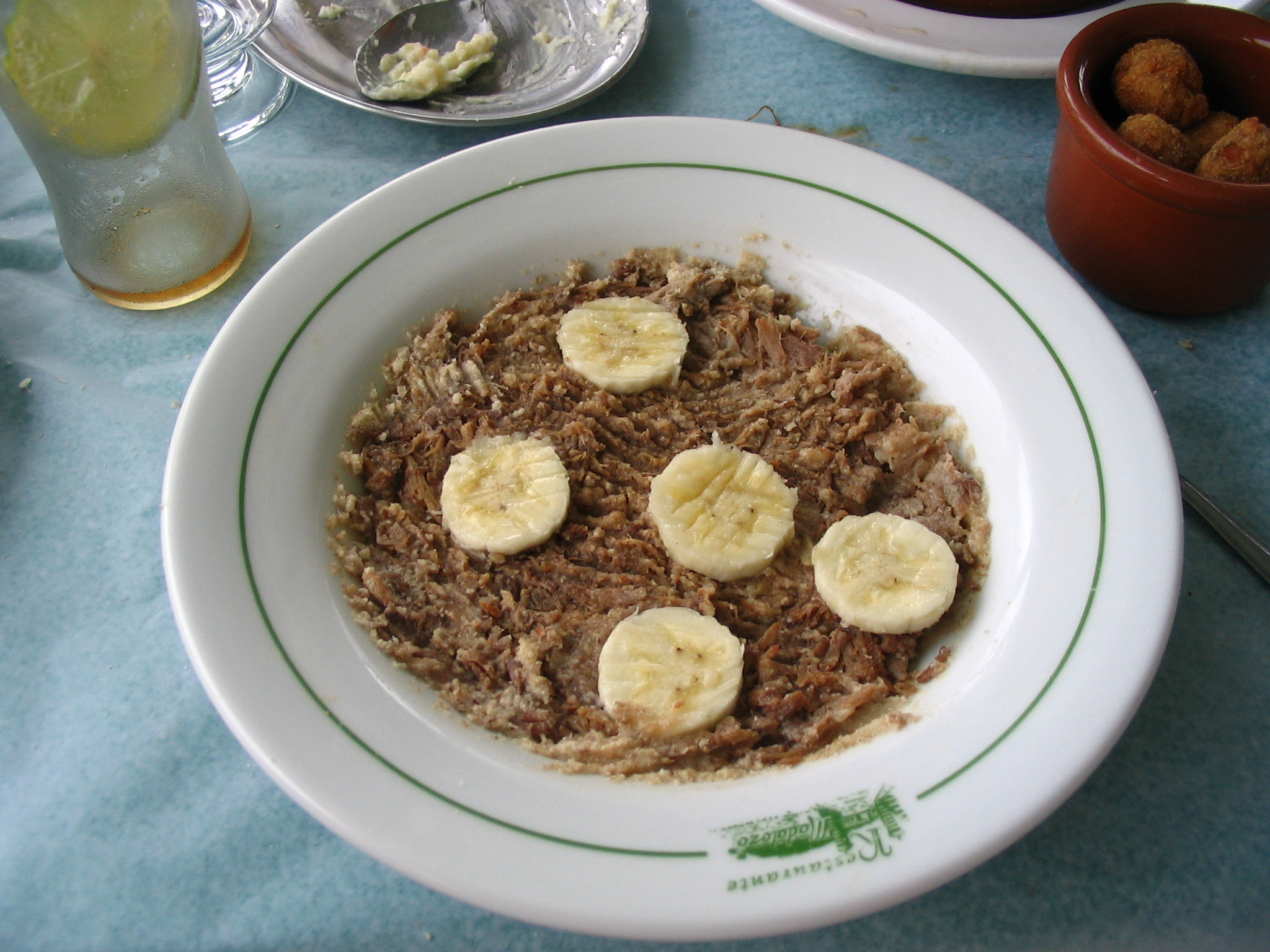
Prato de barreado com banana pronto para o consumo.

Já preparado pelos índios carijóss que fabricavam a panela de barro, o barreado tornou-se um prato típico paranaense, em especial da culinária litorânea. Os caboclos e mestiços ao irem almoçar na casa de seus patrões, levavam produtos da lavoura e tapiocas e lhes era servido uma espécie de guisado. Era um prato feito de carne bovina gorda e toucinho, preparados com muitos temperos durante várias horas em uma panela de barro. A panela era "barreada", ou seja, era vedada com uma massa de farinha de mandioca e água e/ou cinzas do fogão para o vapor não escapar. Essa comida podia ser guardada por dias e requentada várias vezes, sem perder o sabor e ficando cada vez mais gostosa. Assim, o prato passou a participar dos hábitos alimentares do Entrudo, o precursor do Carnaval. Durante os dias de carnaval litorâneo não se comia outra coisa que não o barreado. Geralmente é servido com ou sem arroz, farinha de mandioca, banana e como aperitivo, cachaça do litoral.
Carne de carneiro

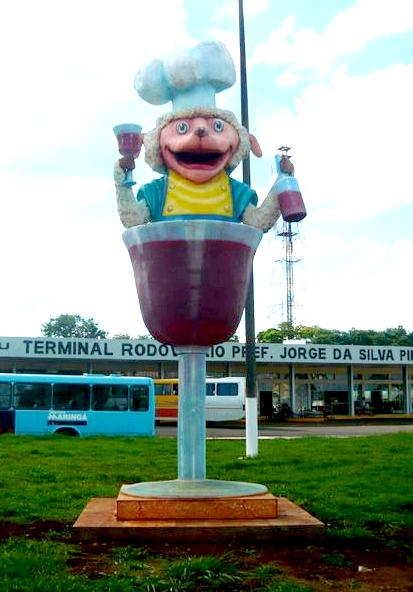
Monumento do carneiro ao vinho, em Peabiru.

O preparado do carneiro tornou-se uma iguaria da cozinha paranaense, que recebeu influências tropeiras e eslavas. O consumo de carne de carneiro possui origem árabe e chegou ao Paraná com os imigrantes libaneses. A carne de carneiro é apreciada em vários municípios, como o prato típico de Ipiranga, o carneiro no sal fino preparado assado. O carneiro no buraco é um dos mais famosos preparos de carneiro no Paraná. O costume de cozinhar a carne no buraco era um método muito utilizado pelos índios da região de Campo Mourão, como forma de evitar queimadas e conservar a carne por mais tempo. É servido com pirão, arroz branco e salada. Já a iguaria com vinho é um prato típico do município de Peabiru, onde é servido anualmente na Festa do Carneiro ao Vinho.

#### Churrasco
Leitão maturado

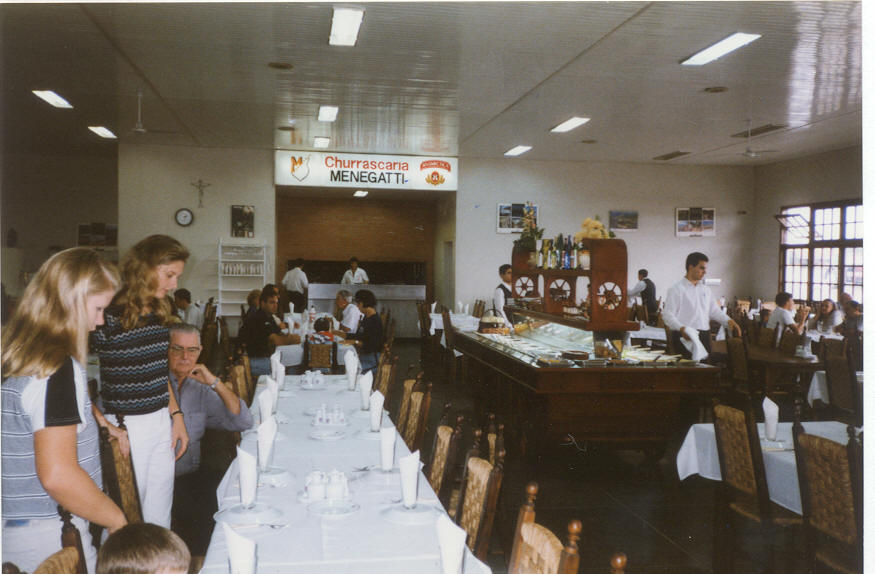
Churrascaria em Carambeí.

Anualmente, o município de Goioerê realiza a Festa do Leitão Maturado, umas das maiores festas gastronômicas do estado e o maior evento com carne suína do Brasil, servindo em torno de 15 mil pratos por ano. A festa é sempre realizada no mês de junho no parque de exposições da cidade e conta com  dois palcos principais onde são realizados shows de artistas renomados além do tradicional campeonato do leitão na lama. O prato principal consiste na carne suína que recebe o preparo de maturação, processo que antecede a defumação desse tipo de carne, mas no caso deste prato típico a carne após ser maturada, é assada em grelhas sobre a brasa. Pode ser acompanhado de arroz branco, creme de milho, farofa, e saladas.

##### Carne no rolete
Boi no rolete
Consiste no preparo do boi praticamente inteiro, que é espetado e colocado em fornos preparados para isso, ficam assando por mais de 12 horas. É muito saboroso. As tradicionais festas do boi-no-rolete acontecem por todo o Estado.
Porco no rolete
Porco no rolete é um prato típico brasileiro. Seu preparo consiste em um porco assado inteiro sobre fogo ou brasas, porém sempre girando em estacas (daí o nome), o que dá uniformidade no ponto. O município de Toledo é que realiza a mais tradicional e conhecida festa do porco no rolete.

#### Carne processada
Embutidos

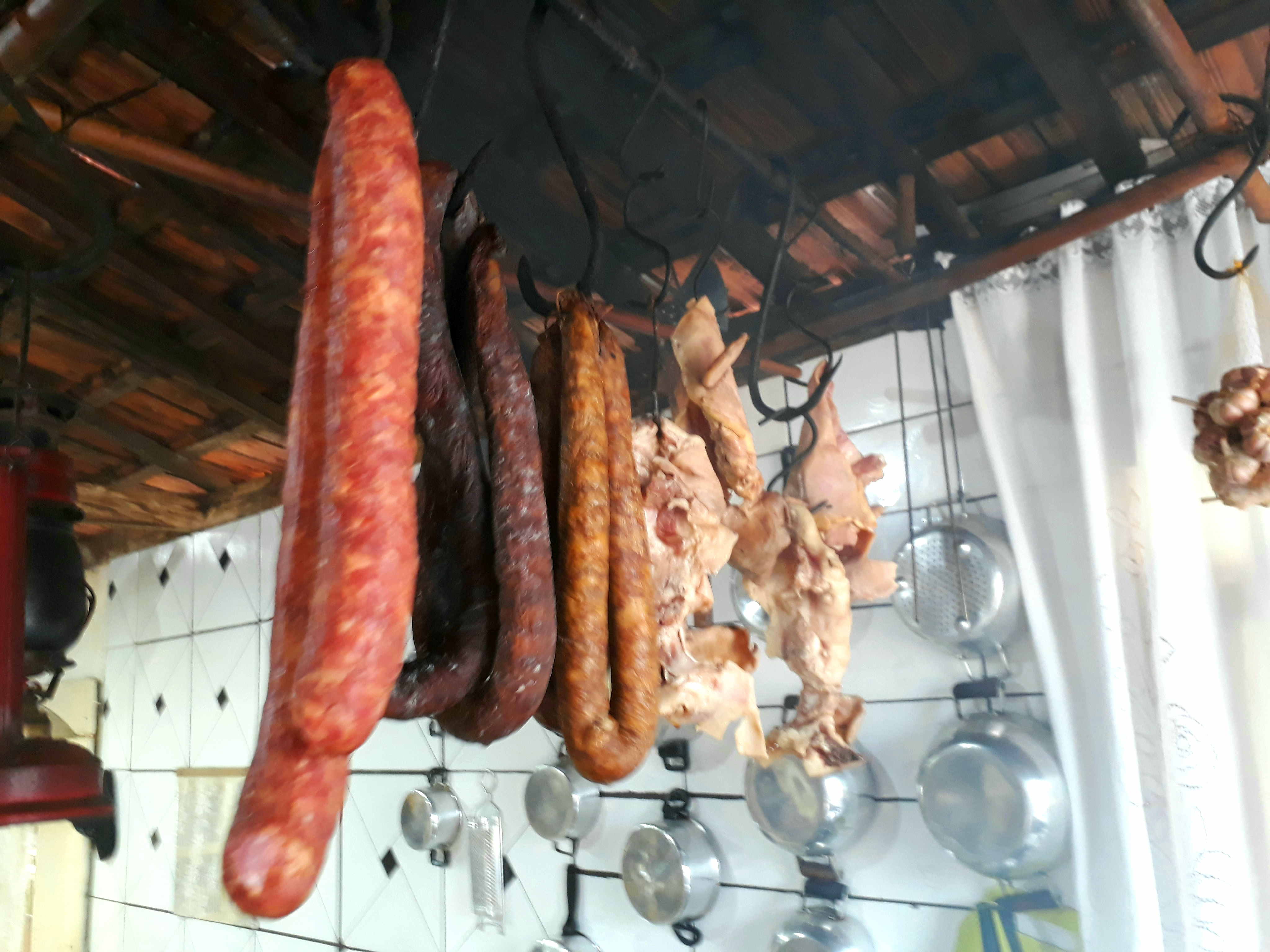
Linguiças e carnes sendo defumadas, em Ortigueira.

Os embutidos são os alimentos que eram produzidos a partir do enchimento de tripas de animais, como na produção de linguiça. Atualmente há versões de capas sintéticas, e até mesmo versões vegetarianas. Tradicionalmente, muitos dos enchidos no Paraná são heranças dos portugueses, que costumavam confeccionar os alimentos com carnes moídas, principalmente a suína, temperos e gorduras, podendo ainda o produto ser defumado antes de ser consumido.

##### Salsichas
A colonização de algumas regiões pelos povos germânicos ajudaram a trazer vários hábitos culinários ao Paraná, entre eles o de preparar e consumir salsichas. Em alguns locais do estado a salsicha mais comum era a tipo vienense, principalmente na região de Curitiba, onde a salsicha ficou conhecida por vina. A palavra "vina" é uma equivalência fonética do alemão "Wiener" que significa "vienense" ou proveniente de Viena. Wien significa Viena e Wurst significa salsicha. No Paraná ainda são encontradas outras variedades de salsichas como a salsicha Frankfurter, originalmente feita somente de carne suína, sendo proveniente da região de Frankfurt, do centro da Alemanha, e a Bockwurst, maior que a vienense e a frankfurter.

##### Salame cracóvia

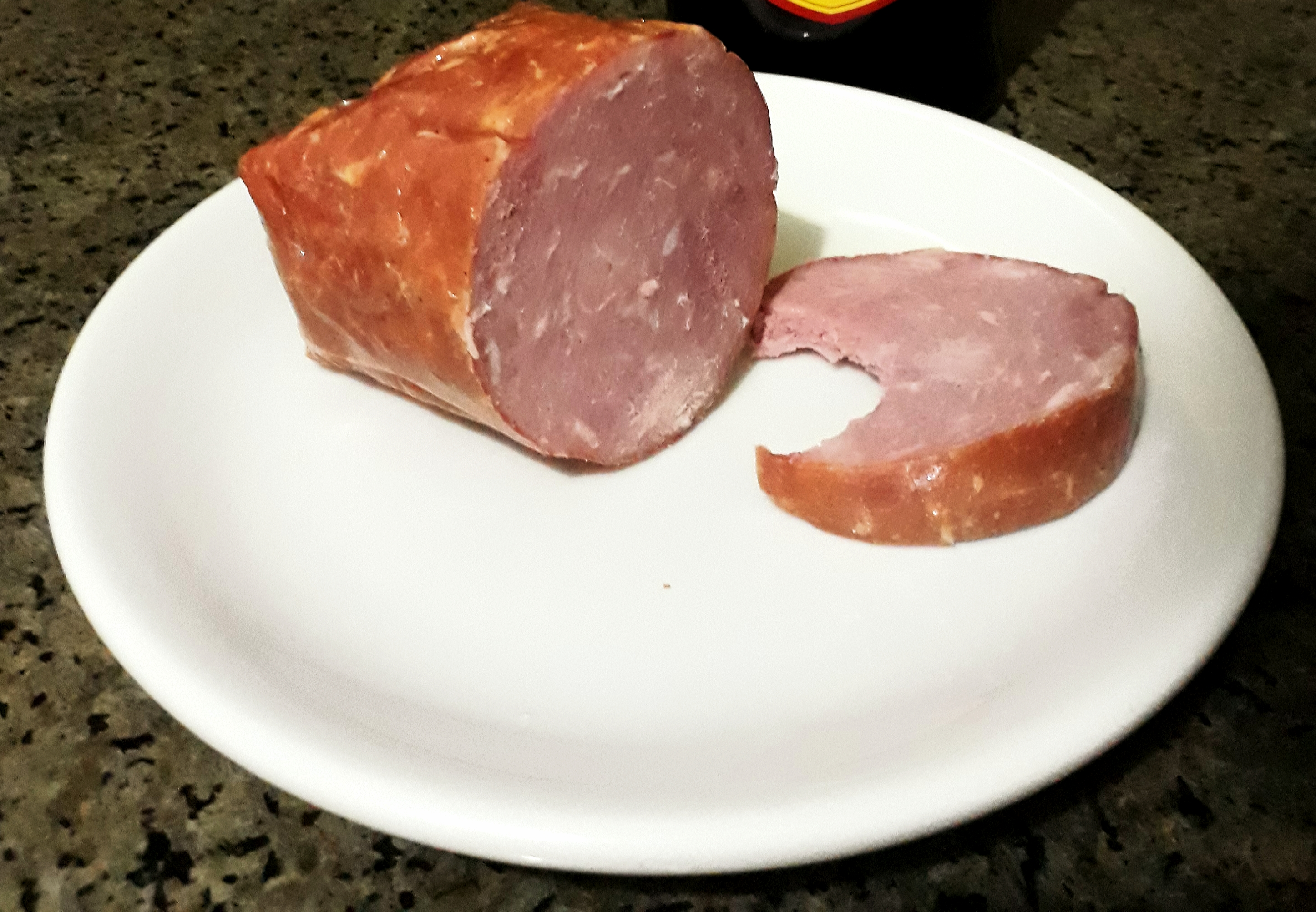
Salame cracóvia típico do Paraná.

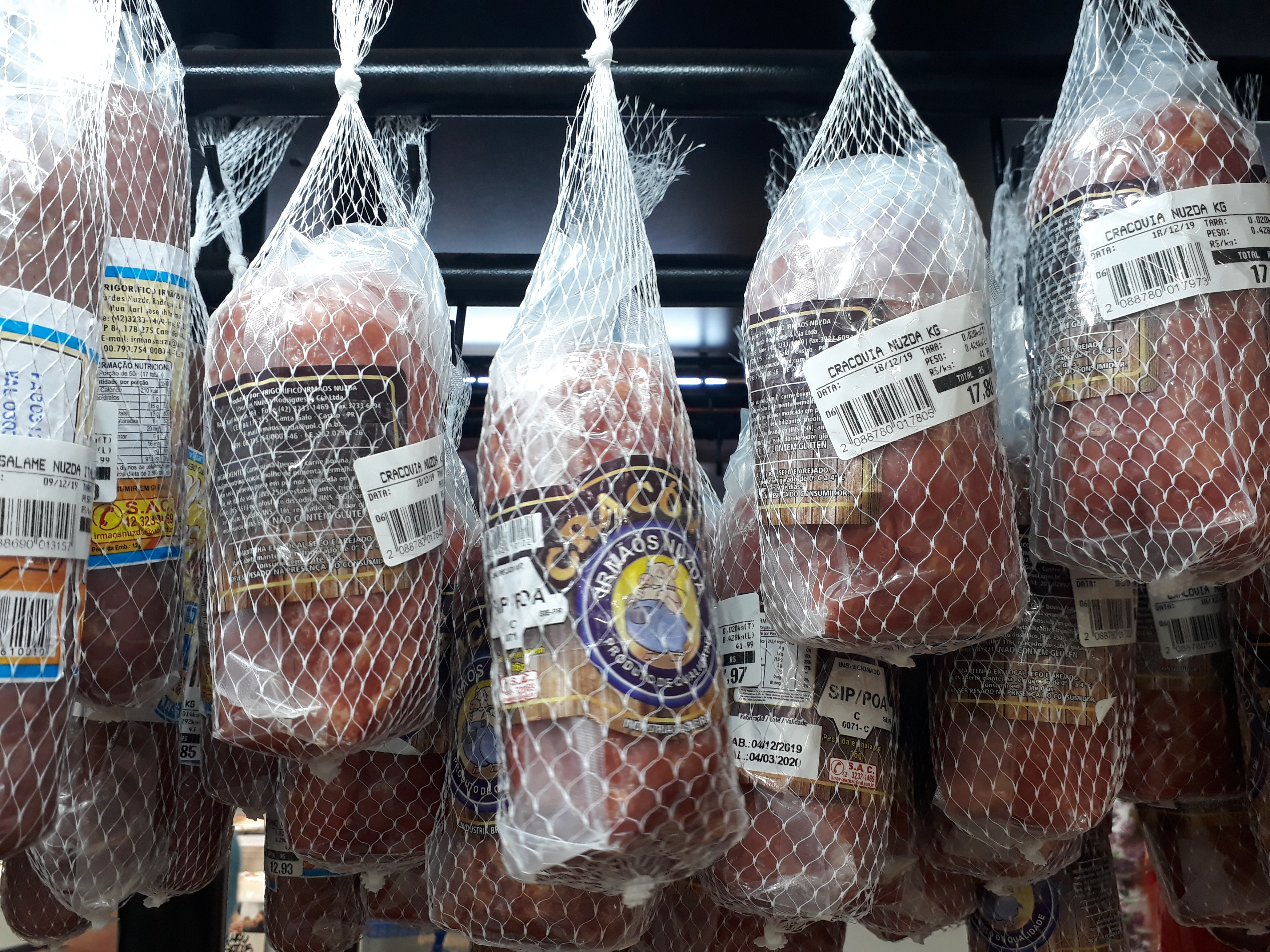
Cracóvia sendo vendida em mercado de Ponta Grossa.

O salame cracóvia é um embutido defumado feito com carne suína selecionada, geralmente o lombo ou pernil do porco, muito bem temperada com alho, pimenta e sal. Possui uma textura macia, firme e sabor marcante da carne suína. O embutido surgiu na década de 1960, em Prudentópolis, região centro-sul do Paraná, colonizada por eslavos, em sua maioria por descendentes de ucranianos. Uma família ucraniana buscava produzir um embutido artesanal que fosse diferente das salsichas, mortadelas, salames e linguiças da época. O salame cracóvia é defumado em alta temperatura, o que o deixa cozido. Diferenciando-o do salame tradicional, que é cru, defumado e maturado a frio, e da tradicional linguiça, que é embutida e defumada também a frio, mas não maturada. A iguaria agradou muito os poloneses que batizaram com o nome de cracóvia, em referência à cidade polonesa Kraków. O seu uso é diversificado, mas é comum sendo usado fatiado em sanduíches, em entradas e na preparação de molhos, e até no recheio de pizzas e em risotos. O salame cracóvia além de Prudentópolis, é encontrado em Irati, Ponta Grossa, Curitiba, Mandirituba e até vendido para outros estados.

##### Carne de onça
A carne de onça é um prato considerado comida típica de Curitiba, sendo muito consumido naquela região. Embora tenha esse nome, a iguaria não tem nenhuma aproximação com a que provém do músculo do felino. A origem do nome é uma referência ao hálito forte deixado pela comida, o popular "bafo de onça". O prato compõe-se de pão preto, que é a broa de centeio, com cobertura de carne bovina, normalmente patinho cru, moído por três vezes (sempre fresco e na hora), com cebola branca, cebolinha, cheiro verde e azeite de oliva. O prato paranaense lembra e possui inspiração no hackepeter, prato típico alemão feita a base de carne crua moída com alguns temperos e condimentos.
Em 2016 a Prefeitura Municipal de Curitiba reconheceu, por meio da publicação da Lei municipal nº 14.928, a Carne de Onça como Patrimônio Cultural de Natureza Imaterial da Cidade de Curitiba. Em 2025 o Instituto Nacional de Propriedade Industrial (INPI) concedeu ao prato o selo de IG por Indicação de Procedência, o que garante qualidade e originalidade do produto feito em Curitiba. Nos últimos anos estima-se que mais de 200 bares e restaurantes curitibanos servem o prato. Com o objetivo de promover o prato a Associação dos Amigos da Onça (AAONÇA) desde 2014 é responsável pelo Festival de Carne de Onça, que conta com a participação de diversos estabelecimentos.

## Eventos notáveis
Em março de 2025, durante a inauguração da sua casa de eventos chamada Casa do Manu, localizada no bairro Água Verde, em Curitiba, o chef Emanuel Postui de Castro preparou o que foi considerado pela imprensa local como a maior carne de onça já feita na cidade.
O evento aconteceu como parte das comemorações dos 332 anos de Curitiba e reuniu centenas de convidados. A preparação histórica teve destaque em diversos veículos de comunicação, como os portais Curitips (Portal XV Curitiba) e o Diário Indústria & Comércio.

##### Paçoca de carne

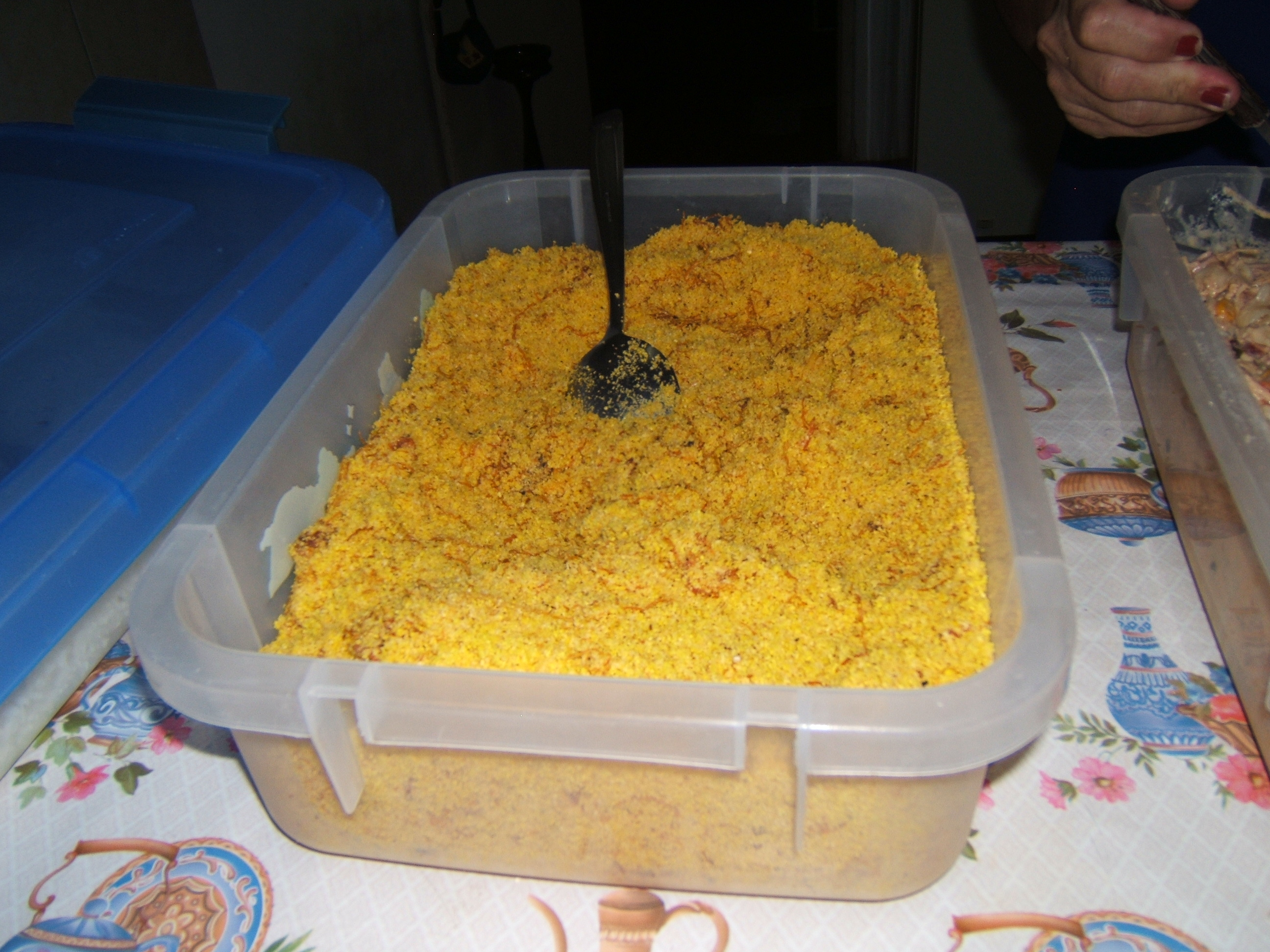
Paçoca de carne, feita com carne desfiada, temperada, e socada no pilão com farinha.

A paçoca faz parte da tradição culinária em muitas cidades, sendo uma herança da tradição cultural africana e tropeira. O prato servia como refeição aos tropeiros que levavam esse alimento em suas viagens. Pode ser encontrada principalmente na região dos Campos Gerais, como em Tibagi e Lapa. A paçoca de carne é feita com carne desfiada e temperada, socada no pilão com farinha. Em Tibagi a receita leva carne bovina e suína, temperadas, cozidas e fritas. As carnes são socadas no pilão com farinha de milho ou de mandioca, levando cheiro verde e pimenta a gosto. Na Lapa a receita inclui charque e toucinho, com temperos como cebola e alho, e dois tipos de farinhas, a de milho e a de mandioca. Nas regiões de pinheirais existe uma variedade de paçoca onde a receita ganhou como incremento, o pinhão.

### Cereais e sementes
Além do tradicional arroz e feijão brasileiro, o Paraná apresenta cereais típicos da região, além de outras espécies cultivadas, a exemplo do milho, trigo e cevada, que são ingredientes inseridos no cotidianos da cozinha paranaense. 

#### Feijão preto
O Paraná lidera entre os estados a produção de feijão no país. O município de Prudentópolis, por exemplo, é conhecido por ser o maior produtor de feijão preto do Brasil. No município é realizada a Festa Nacional de Feijão Preto (Fenafep). O evento tem como sua principal função a divulgação do potencial turístico e agrícola do município. Como parte da atração da festa está a maior panela do Brasil, a qual serve para produzir uma enorme feijoada. A panela chegou a ser considerada a maior do mundo, entrando para o livro dos recordes (Guinness World Records).

#### Pinhão
O pinhão é a semente da araucária, árvore símbolo do Paraná. Tem alto valor nutritivo e pode ser saboreado de várias maneiras. É saboroso com açúcar, melado, mel, sal, assado nas brasas ou simplesmente cozido em água. 
Foi inserido na culinária paranaense pelos indígenas, principalmente os caingangues, e, posteriormente, muito apreciado pelos tropeiros e colonos. Muitos pratos são feitos a base desse ingrediente, como por exemplo o entrevero de pinhão comum na região dos campos gerais e sul do Paraná.

#### Soja
O Paraná é um dos maiores produtores de soja do Brasil. Contribui com cerca de 90% para a fabricação de óleo de cozinha. Mais recentemente a soja tem sido introduzida na culinária do estado, sendo, por exemplo, o grão usado para substituir o feijão e a sua proteína para substituir a carne. A soja também é utilizada para a fabricação de molhos, como shōyu, muito comum entre a comunidade de descendentes japoneses no estado.

### Massas

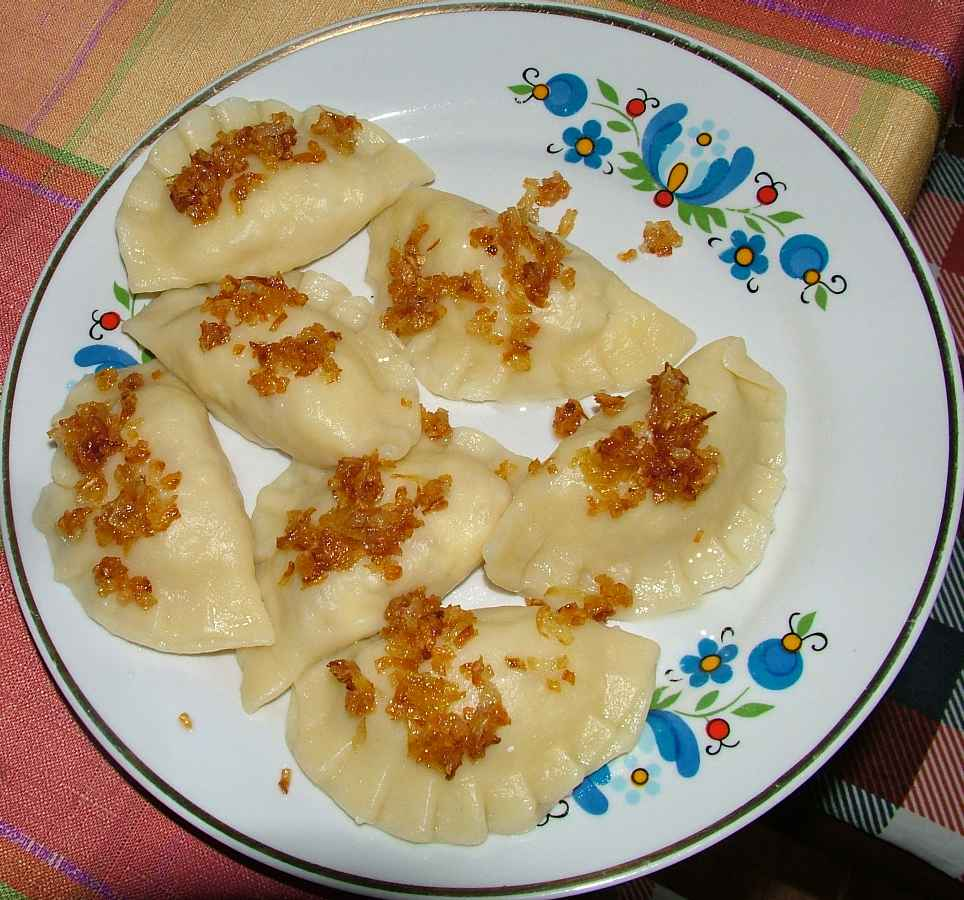
Prato de pierogi com recheio de batata.

As massas mais comuns encontradas no Paraná são os pães, a broa polonesa, o pão de bafo, o pierogi, a polenta, o reviro paraguaio e o udon.
O pão no bafo (conhecido também como Tampf Kleis) é uma iguaria que leva pão, repolho e derivados de carne suína, foi trazida ao Paraná pelos imigrantes russos-alemães em 1878. Em 2015, o prato típico de Palmeira, foi tombado pela prefeitura como patrimônio cultural do município.
O pierogi é um tipo de pastel cozido originário da Polônia e oeste da Ucrânia, onde é chamado perohê. É muito comum em Curitiba e região, Campos Gerais e Centro-Sul do Paraná. É o prato típico do município de Ivaí.
O polvilho é bastante comum na culinária paranaense e pode ser inserido de várias formas, como no tradicional bolinho frito de polvilho, encontrado em Tibagi. O biscoito de polvilho é um produto típico de algumas regiões do Paraná, sendo levemente salgado e crocante, amplamente consumido e encontrado nos estabelecimentos comerciais.

### Queijos
O Paraná se consolidou como o segundo maior produtor de leite entre os estados do Brasil, perdendo apenas para Minas Gerais. A produção de laticínios no Paraná proporcionou ao estado como um produtor de uma variedade de queijos, que vem ganhando espaço e reconhecimento a nível nacional. São queijos artesanais tradicionais, de leite cru, de leite pasteurizado, de maturadores e queijos finos. Tradicionalmente para a fabricação de queijos é utilizado o leite de vaca, mas há variedades com leite de búfala, cabra e até de ovelha. Já os queijos mais produzidos no Paraná em escala industrial são o muçarela, provolone e o prato.
Em 2018 foram eleitos os melhores queijos artesanais do Paraná em um concurso realizado em uma competição que contou com 195 queijeiros de 90 municípios paranaenses, na maioria pequenos produtores. Os critérios de avaliação levam em consideração sabor, aroma, consistência, textura, cor e apresentação. O queijo colonial Martinazzi, de Itapejara d'Oeste; o queijo colonial feito com leite cru de gado Jersey, de Santana do Itararé; e o queijo São João, de Carambeí, foram eleitos os melhores queijos artesanais do estado. O queijo colonial de Itapejara d’Oeste é feito com leite pasteurizado a 65° e leva cerca de 30 dias para maturar. Possui textura macia, miolo claro, casca mais amarelada e o sabor é suave e com um toque picante. Já o queijo São João é feito com leite pasteurizado a 65°, depois resfriado a 35° e tem tempo de maturação de 10 a 15 dias. Outros queijos premiados e bastante reconhecidos são o de Witmarsum (o primeiro do país a ganhar selo de indicação geográfica), o de Londrina, o de Chopinzinho, e o de Pinhão.

### Doces
No Paraná é possível encontrar diversas produções de doces, tortas, bolos e sobremesas. Entre os mais comuns estão as geleias (assim como a chimia e as compotas), o sagu de vinho, o kutiá, o bolo Martha Rocha.

#### Kutiá
O kutiá é um doce de trigo e sementes prato típico da colonização ucraniana que é encontrado no Paraná. Representa um dos 12 pratos que integra a ceia de Natal ucraniana, onde cada prato simboliza um apóstolo, sendo que o kutiá é um dos principais deles. Cada ingrediente que integra o kutiá é simbólico. O kutiá é servido antes dos outros alimentos como entrada.

### Bebidas

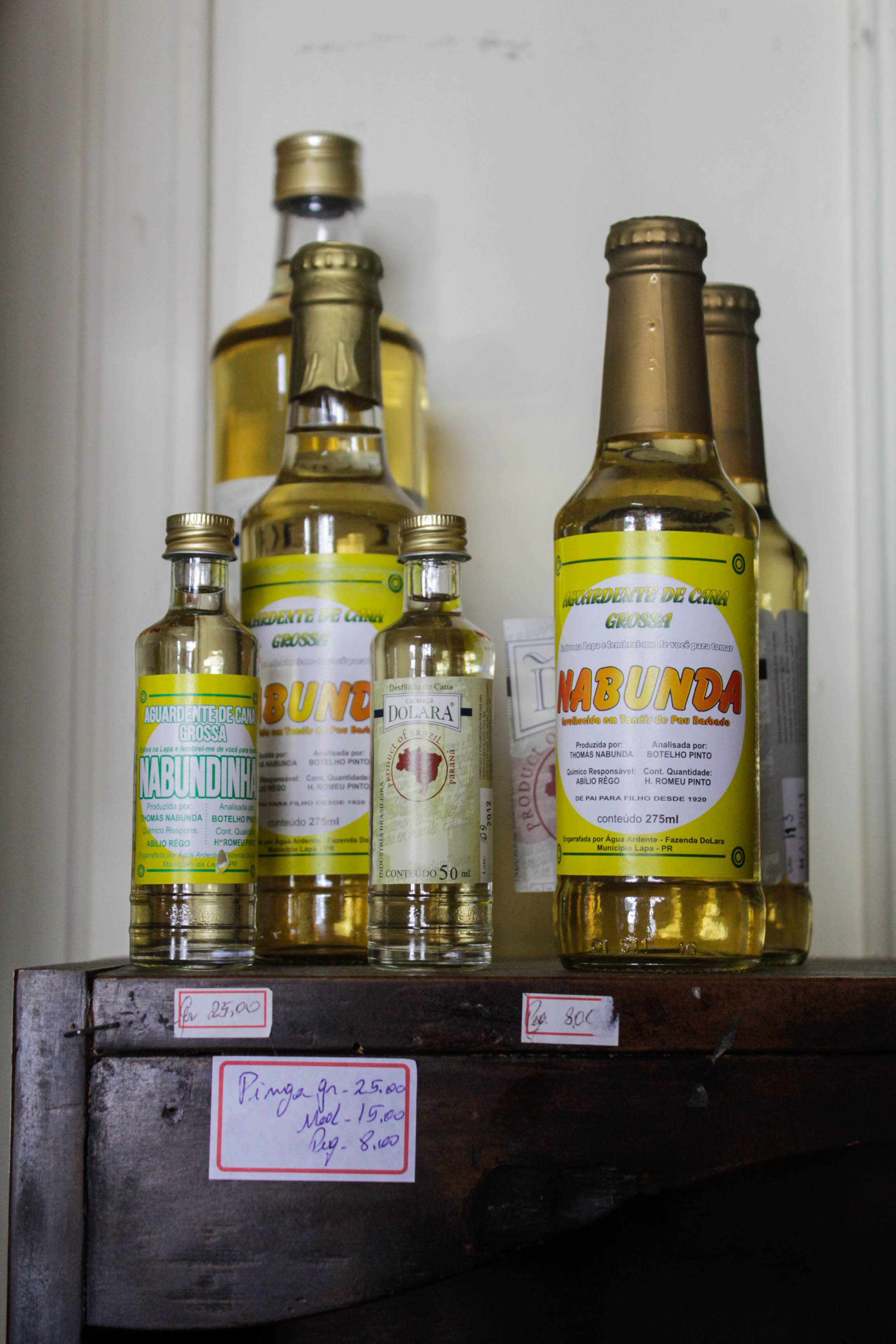
Cachaça produzida no Paraná.

As bebidas mais típicas do Paraná são o chimarrão e o café. O chimarrão é uma bebida arcaica feita de erva-mate e caracterizada como bebida típica dos indígenas da região. A erva-mate chegou a ser o principal produto de exportação do Paraná em finais do século XIX e início do XX. O Paraná apresenta uma variedade de bebidas típicas, que vão além do mate e do moderno café.
As bebidas destiladas foram trazidas pelos portugueses ou, como a cachaça, fabricadas na terra. Já no início do século XX os alambiques produziam a cachaça, que foram estabelecidos principalmente no litoral do estado, herança dos engenhos e do açúcar do Brasil colonial. Um dos símbolos da identidade mestiça, a cachaça surgiu através dos negros que foram escravizados e, assim como em outras regiões, tornou-se uma bebida tipicamente brasileira. O Paraná é um dos estados que mais produz a cana-de-açúcar e o caldo extraído é introduzido na culinária, sendo bastante consumido como bebida, principalmente no interior, como na região norte e noroeste do estado. A bebida é conhecida como caldo de cana ou garapa. O Paraná também se consolidou como um grande produtor de cevada e cerveja. A cerveja, que começou a ser consumida em fins do século XVIII no Brasil, é hoje uma das bebidas alcoólicas mais comuns em todo o estado. Mais recentemente a região tem se destacado inclusive na produção e consumo de cervejas artesanais.
A Gengibirra é outra bebida bastante tradicional no Paraná e teve sua origem na região dos Campos Gerais no século XIX. A bebida paranaense a base de gengibre passou de uma típica bebida caseira feita artesanalmente por famílias italianas para a produção em escala industrial, sendo comercializada em todo o estado como um refrigerante. Apesar de não ser alcoólica, a gengibirra passa por um processo de fermentação similar ao da cerveja, por isso o nome "gengibirra", que significa cerveja de gengibre (birra - cerveja em italiano). O gengibre, após chegar na fábrica, passa messes em um processo fusão em extrato alcoólico, para assim garantir a preservação do princípio ativo Gengirol.
O Paraná é ainda conhecido pelo cultivo de uvas destinadas a produção de sucos e vinhos coloniais, sendo um grande produtor e consumidor de uma diversidade de vinhos. Já uma bebida a base de vinho, denominada cabriúva, é a bebida típica do município de Piraí do Sul. É uma bebida tradicional servida principalmente nas festividades locais. A bebida é preparada com água, cravo, canela, açúcar e vinho tinto seco, sendo servida quente com gemada e glacê de claras em neve. O quentão de vinho de origem paulista também é muito consumido em todo o estado, principalmente nos dias frios e é preparado sempre nas festividades dos meses de junho e julho.

### Café colonial

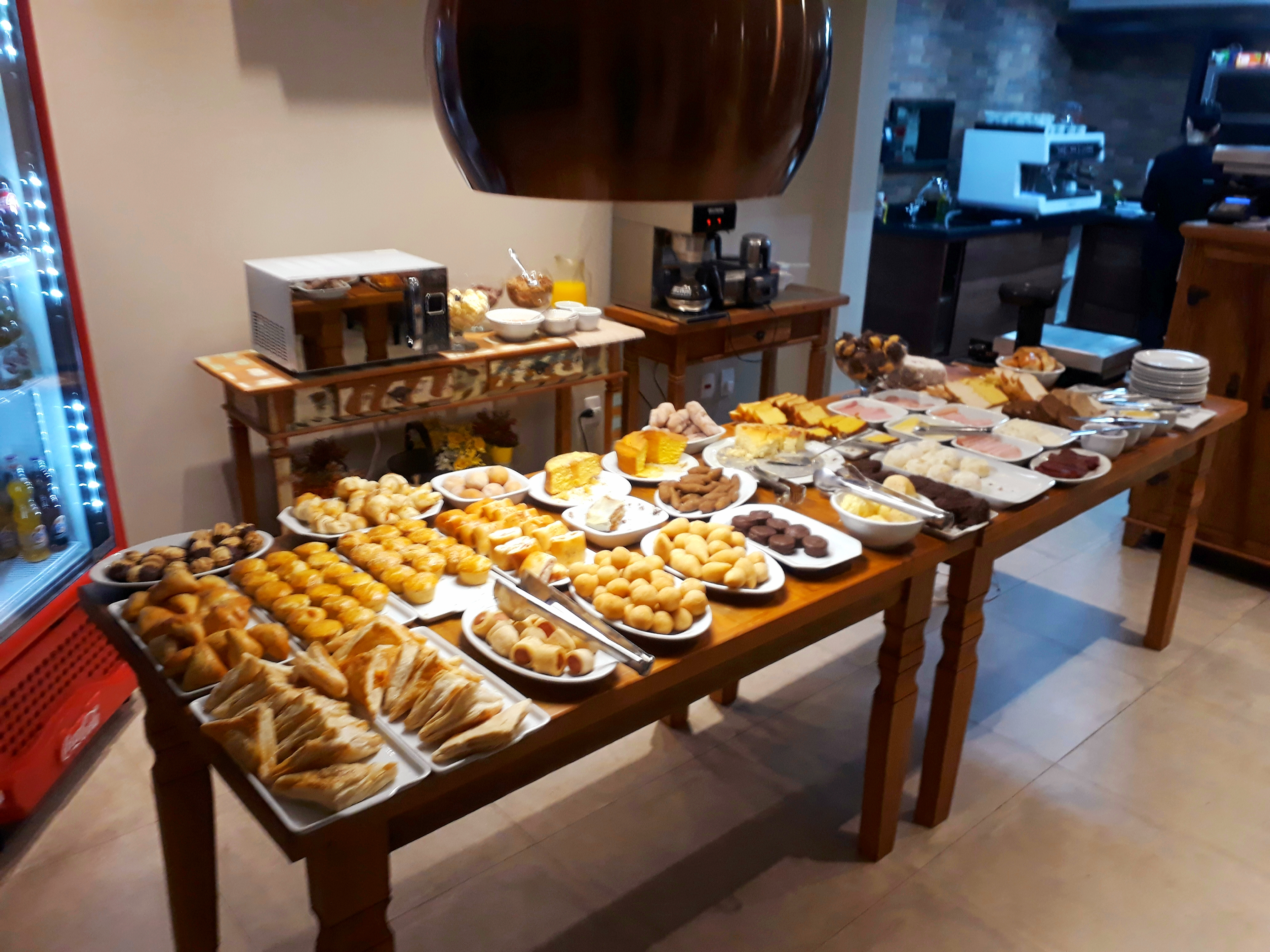
mesa de café colonial em Ponta Grossa.

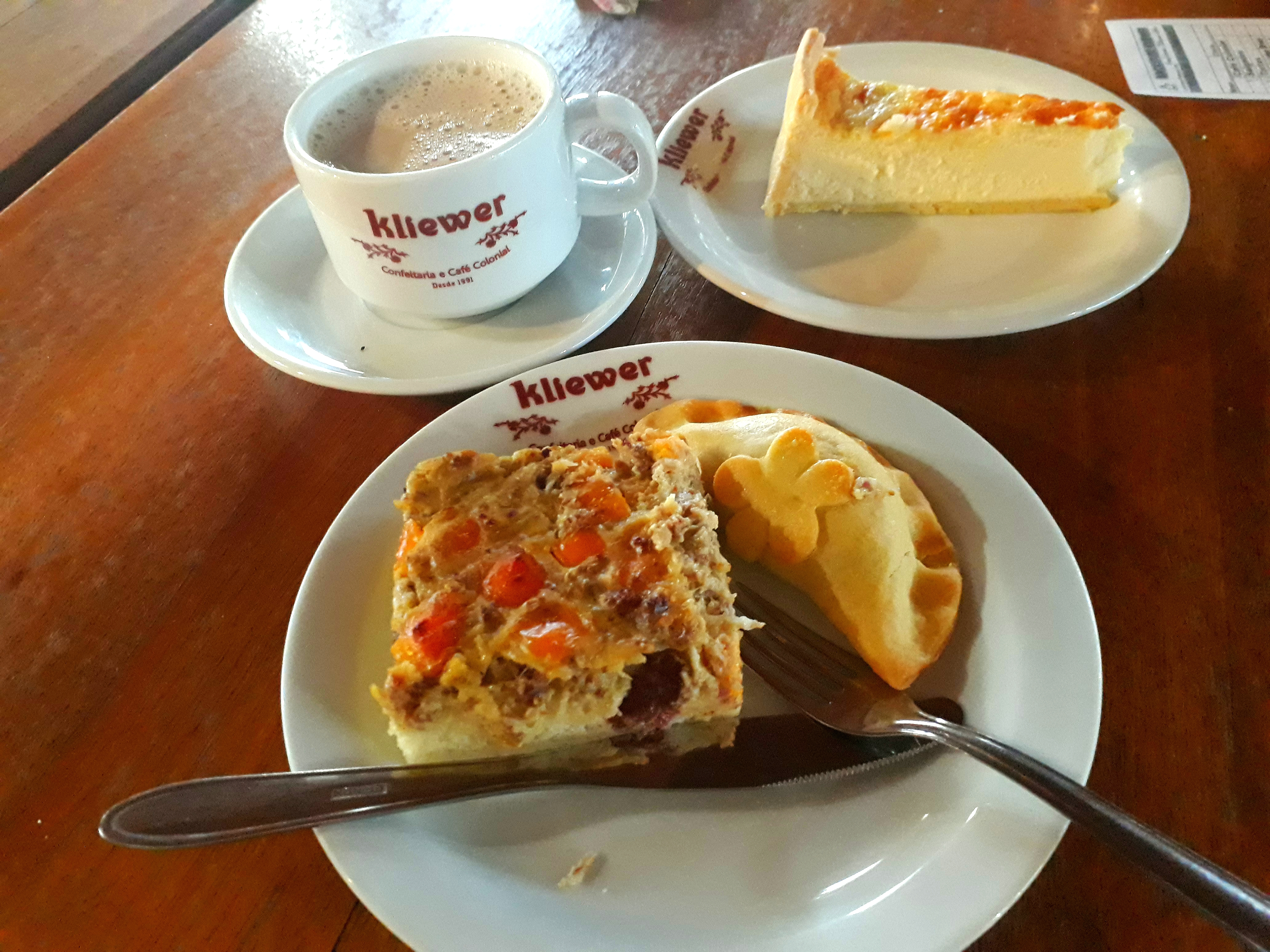
Café colonial servido em uma confeitaria alemã em Witmarsum.

O café colonial é uma refeição típica da culinária paranaense, que recebeu influências europeias. O chamado "café colonial" recebeu influências das tradições dos povos que ajudaram a colonizar a região. A refeição é proveniente principalmente do contato da cultura brasileira com a cultura germânica e eslava. No Paraná o café colonial é comum em praticamente em todas as regiões do estado, como em Curitiba e região metropolitana, Campos Gerais, Centro-Sul, Norte e Oeste. Além da influência germânica e holandesa, a influência eslava (polonesa, ucraniana e russa) pode ser mais sentida. Apesar do nome, o café colonial é uma refeição que não tem a finalidade exclusiva de ser um café da manhã (desjejum), podendo ser degustado a qualquer hora do dia. A maioria dos produtos são produzidos artesanalmente, constituindo-se de uma mesa farta com massas, como pães variados, principalmente pães caseiros, podendo ser do tipo sovado, francês, integral, broa, focaccia, brioche, e pães doces como o chineque. Uma variedade de tortas e bolos, como cuca, bolo de milho e bolinho de polvilho. Além de alimentos como manteiga, queijos, embutidos, wiener, bock, bolachas e biscoitos, e mel, entre outros. tradicionalmente a refeição é composta de bebidas como leite, café coado e sucos.

## Galeria

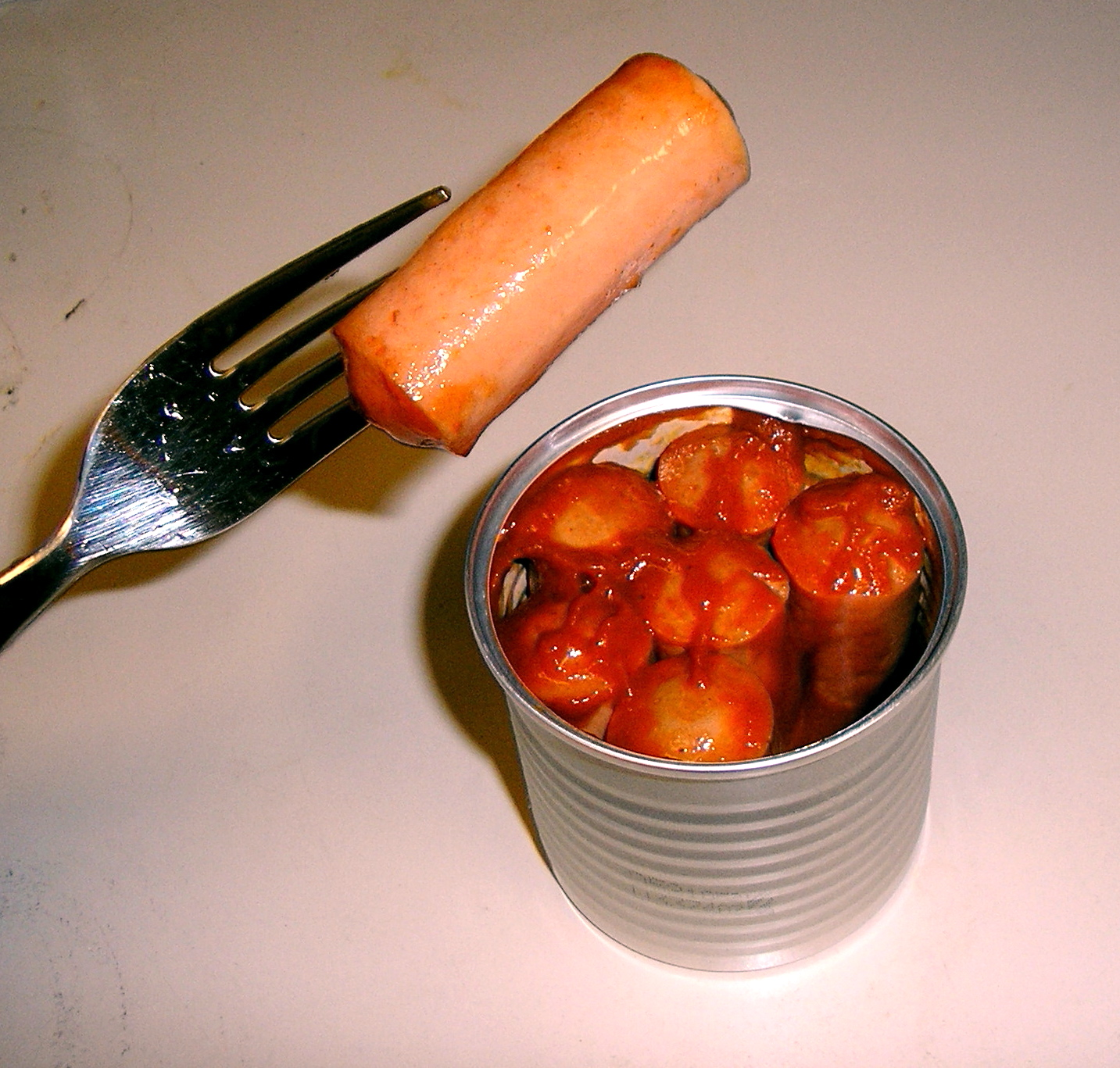
Vina, salsicha vienense enlatada.
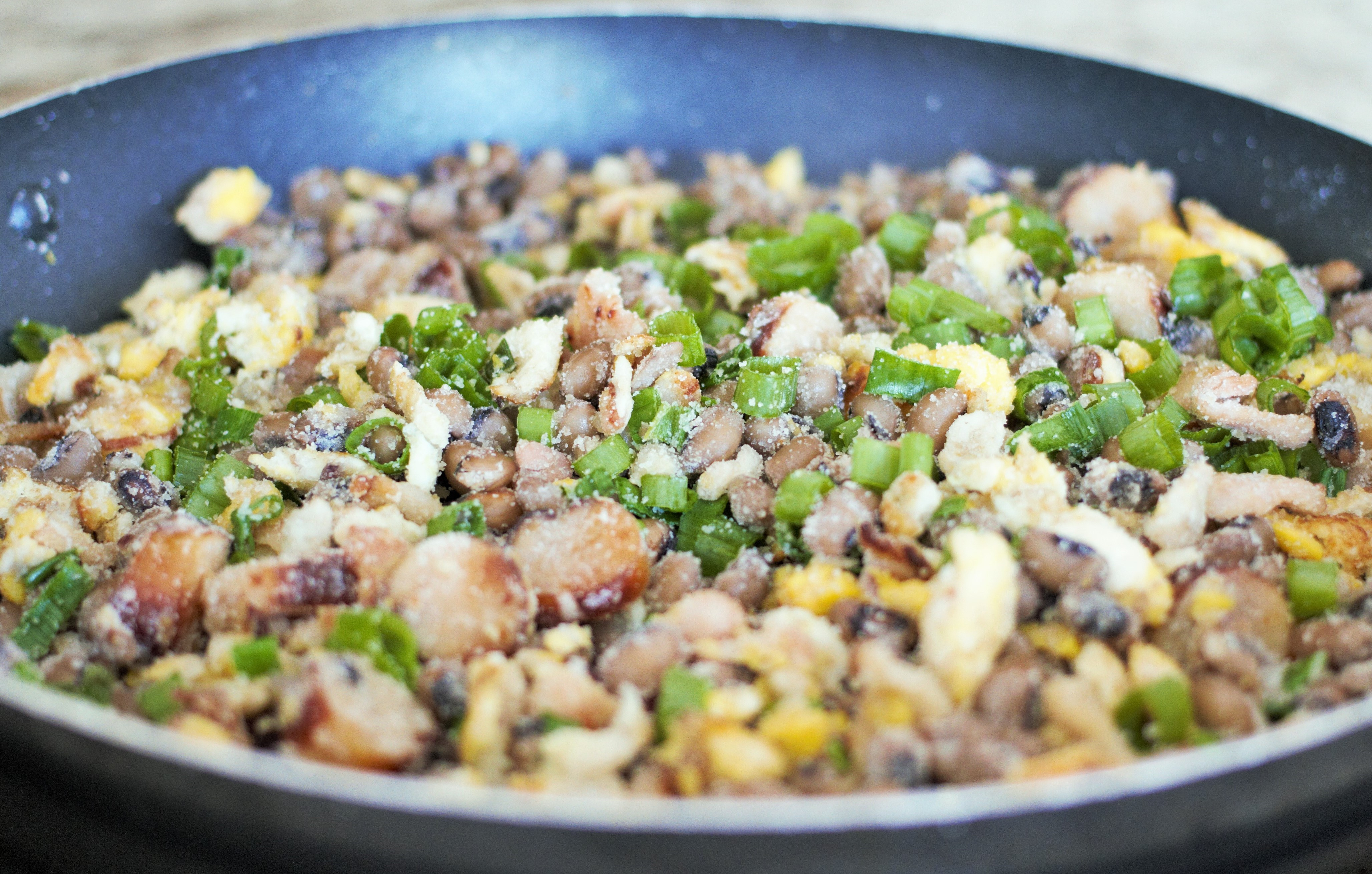
Exemplo do típico feijão tropeiro, tipo de virado dos Campos Gerais.
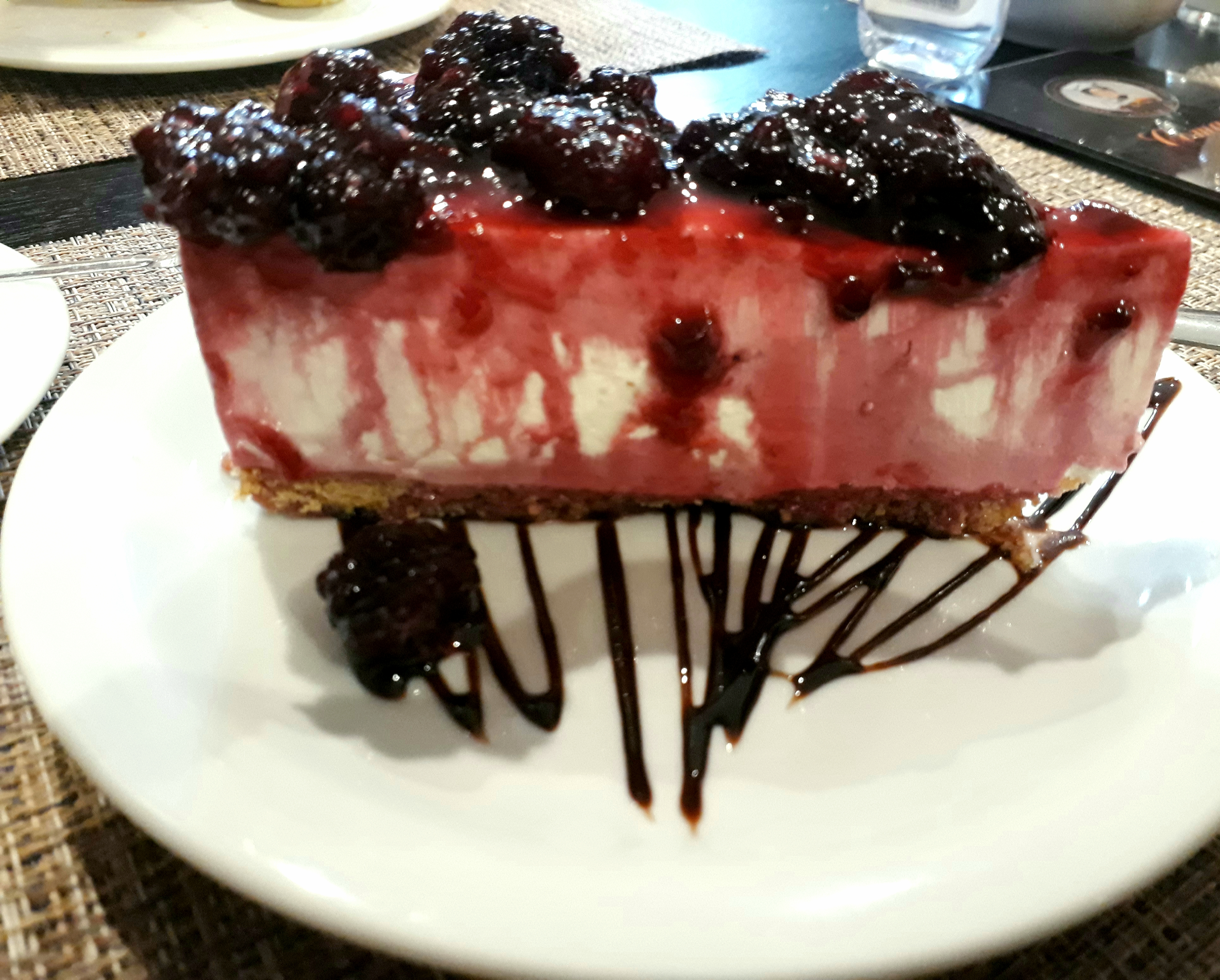
Torta em confeitaria de Ponta Grossa.
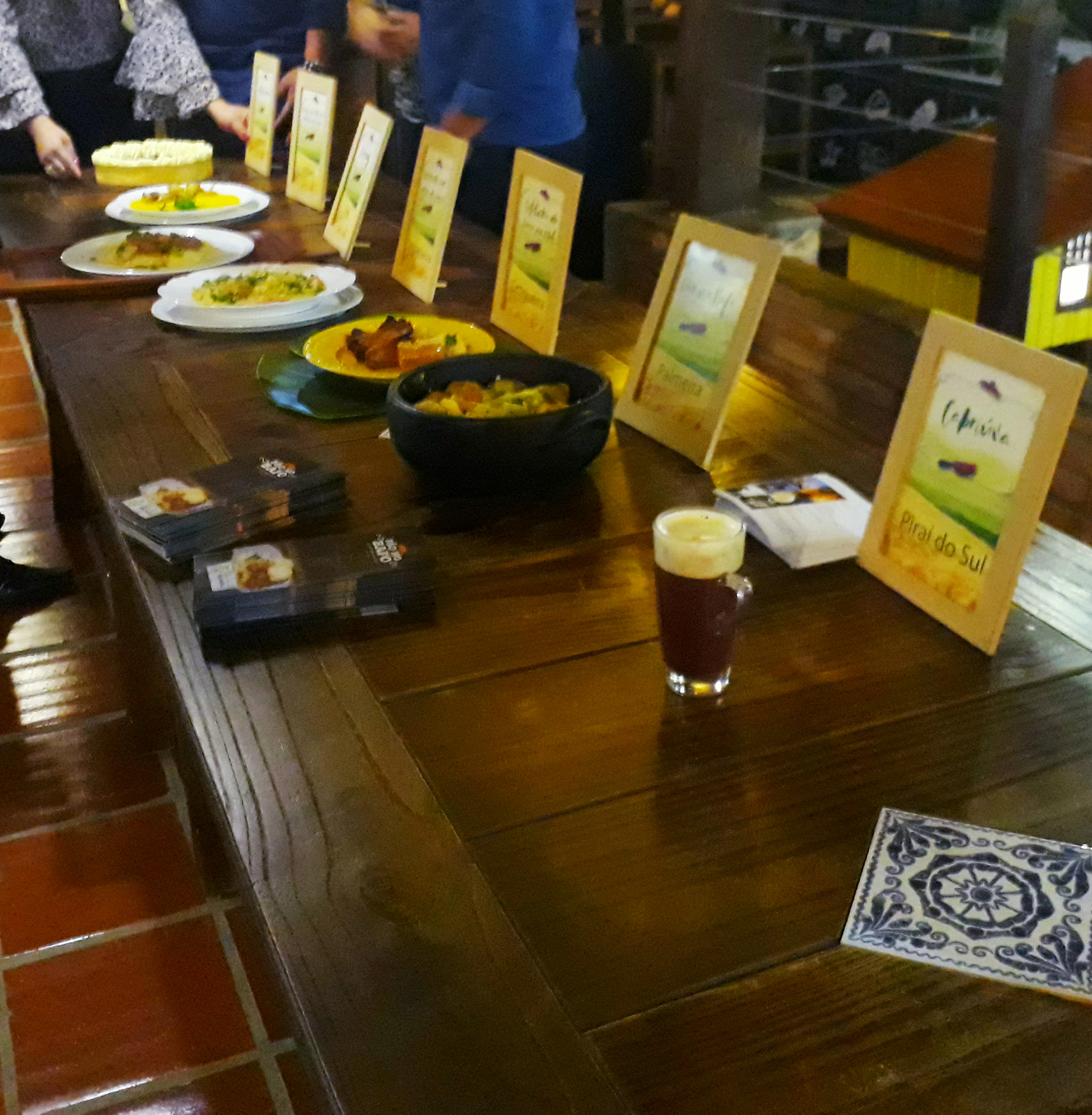
Festival Gastronômico dos Campos Gerais, no Parque Histórico de Carambeí.
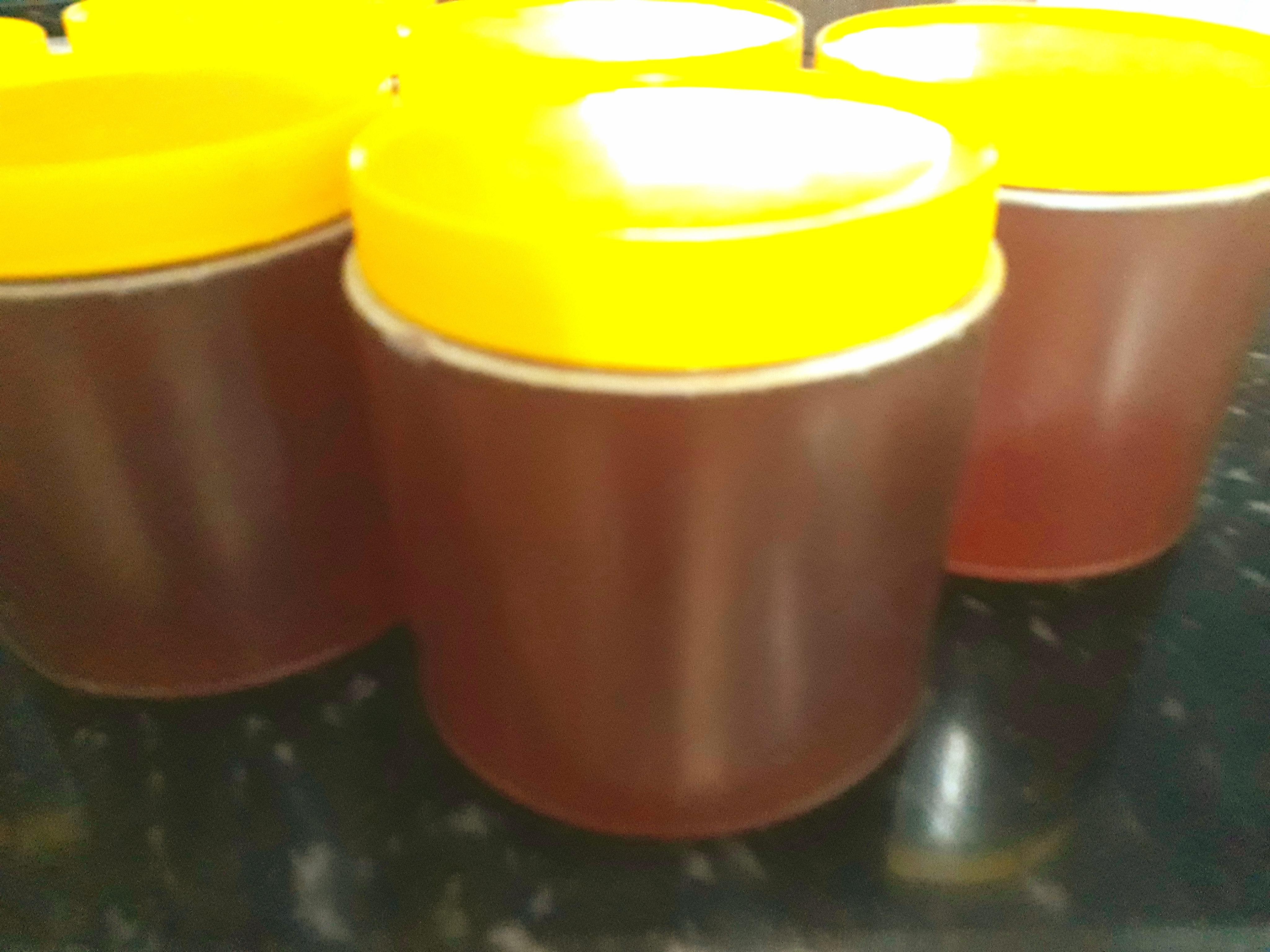
Mel típico de Imbaú, região de Ortigueira.
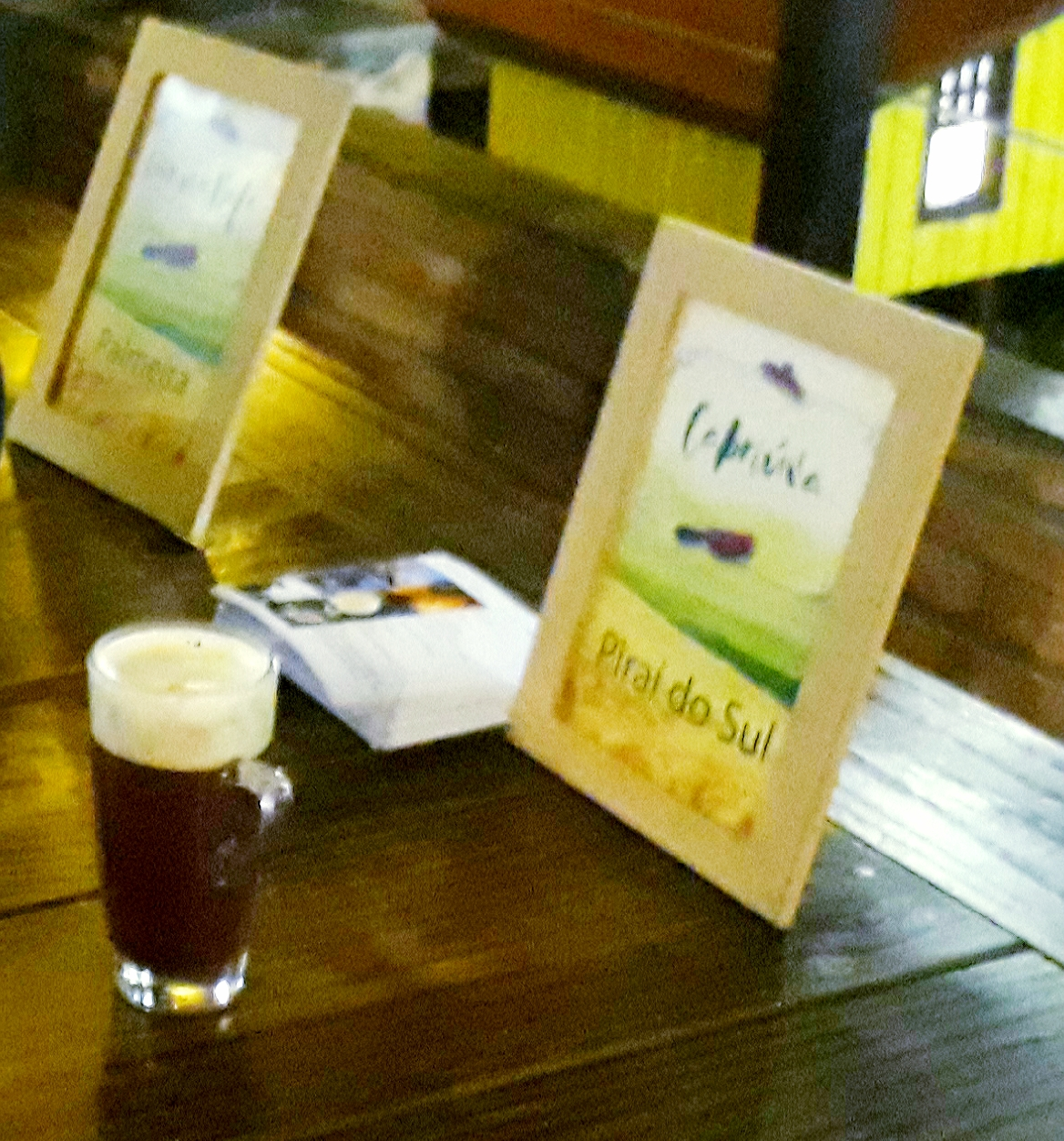
Cabriúva, bebida de vinho típica do município de Piraí do Sul.
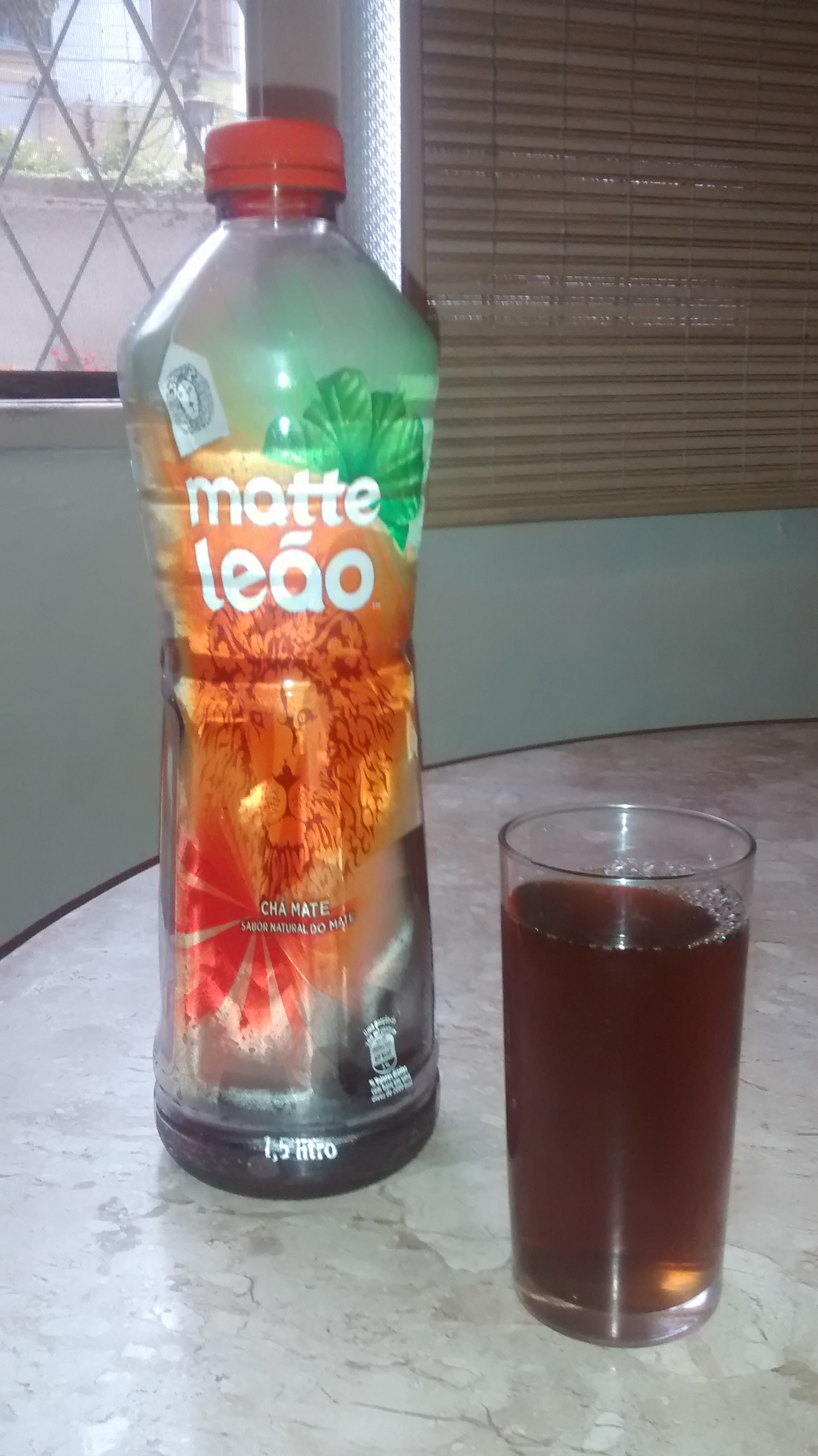
Chá gelado muito comum no Paraná.